# Latino (zona di Roma)
Latino è la zona urbanistica 9E del Municipio Roma VII di Roma Capitale. Si estende sul quartiere Q. IX Appio-Latino.

## Geografia fisica

### Territorio
La zona urbanistica confina:
- a nord con la zona urbanistica 9D Appio
- a est con la zona urbanistica 9B Tuscolano Sud
- a sud con la zona urbanistica 11X Appia Antica Nord
- a ovest con la zona urbanistica 11D Navigatori

## Odonimia
Le strade della zona urbanistica sono intitolate a storici del XVIII/XIX secolo e a città e regioni di conquista romana.
| Controllo di autorità | VIAF (EN) 128027166 |